# 京都府道491号金河内地頭線
京都府道491号金河内地頭線（きょうとふどう491ごう かねごちじとうせん）は、京都府綾部市から舞鶴市に至る一般府道である。

## 概要
綾部市仁和町から舞鶴市字地頭に至る。
綾部市と舞鶴市の境界付近は未開通区間となっている。ほとんどの区間で京都縦貫自動車道と併走している。

### 路線データ
- 起点：綾部市仁和町（坊口交差点、京都府道490号物部西舞鶴線交点）
- 終点：舞鶴市字地頭（由良川橋北交差点、国道175号交点）

## 路線状況

### 重複区間
- 京都府道55号舞鶴福知山線（舞鶴市字桑飼上・宇谷交差点 - 舞鶴市字桑飼上・由良川橋南交差点）

### 道路施設

#### 橋梁
- 由良川橋（由良川、舞鶴市）

## 地理

### 通過する自治体
- 京都府
  - 綾部市 - 舞鶴市

### 交差する道路
| 交差する道路                          | 市町村名 | 交差する場所 | 交差する場所            |
| ------------------------------------- | -------- | ------------ | ----------------------- |
| 京都府道490号物部西舞鶴線             | 綾部市   | 仁和町       | 坊口交差点 / 起点       |
| 未開通区間                            |          |              |                         |
| 京都府道55号舞鶴福知山線 重複区間起点 | 舞鶴市   | 字桑飼上     | 宇谷交差点              |
| 京都府道55号舞鶴福知山線 重複区間終点 | 舞鶴市   | 字桑飼上     | 由良川橋南交差点        |
| 国道175号                             | 舞鶴市   | 字地頭       | 由良川橋北交差点 / 終点 |

### 沿線
- 観音神社
- 熊野神社
- 荘厳寺
- 由良川